# ブキドノン州

ブキドノン州

ブキドノン州（ブキドノンしゅう、Providence of Bukidnon）は、フィリピン南部ミンダナオ島中部の州である。北ミンダナオ地方（Northern Mindanao, Region X）に属している。州都はマライバライ（Malaybalay）。面積は8,293.8km2、人口は1,415,226人（2015年）。

## 地理
北西で北ラナオ州、北で東ミサミス州、東でカラガ地方の南アグサン州とダバオ地方の北ダバオ州、南でソクサージェン地方のコタバト州、西でバンサモロ自治地域の南ラナオ州と接する内陸の州である。州内には2,800mを越える山々をもつ。

## 行政区分
ブキドノン州は、2市（マライバライシティ、バレンシアシティ）、20町を擁す。
1. Baungon
2. Cabanglasan
3. Damulog
4. Dangcagan
5. Don Carlos
6. Impasug-ong
7. Kadingilan
8. Kalilangan
9. キバウェ（英語版）
10. Kitaotao
11. Lantapan
12. Libona
13. マライバライシティ（英語版）（Malaybalay）
14. Malitbog
15. Manolo Fortich
16. Maramag
17. Pangantucan
18. ケソン（英語版）
19. San Fernando
20. Sumilao
21. Talakag
22. バレンシアシティ（英語版）

## 住民

### 言語
主にセブアノ語が話される。